# Lista de deputados estaduais do Maranhão da 10.ª legislatura
Essa é uma lista de deputados estaduais do Maranhão eleitos para o período 1983-1987.

## Composição das bancadas
| Partido | Líder          | Bancada | Posição  |
| ------- | -------------- | ------- | -------- |
| PDS     | Marconi Caldas | 33 / 41 | Governo  |
| PMDB    | Haroldo Saboia | 8 / 41  | Oposição |

## Deputados estaduais
Na disputa pelas quarenta e uma vagas da Assembleia Legislativa do Maranhão, o PDS conquistou trinta e três e o PMDB oito.
| Deputados estaduais eleitos               | Partido | Votação | Percentual | Cidade onde nasceu  | Unidade federativa |
| Haroldo Saboia                            | PMDB    | 28.201  |            | São Luís            | Maranhão           |
| Francisco Coelho                          | PDS     | 22.692  |            | Balsas              | Maranhão           |
| Carlos Guterres                           | PMDB    | 22.077  |            | São Luís            | Maranhão           |
| José Bento Nogueira Neves                 | PDS     | 21.209  |            | Itapecuru-Mirim     | Maranhão           |
| Freitas Filho                             | PMDB    | 20.519  |            | Imperatriz          | Maranhão           |
| Benedito Sabbak Thomé                     | PDS     | 18.824  |            | Timbiras            | Maranhão           |
| Maria da Conceição Senna e Silva Mesquita | PMDB    | 18.488  |            | Sambaíba            | Maranhão           |
| Eduardo Matias                            | PDS     | 18.325  |            | Igarapé Grande      | Maranhão           |
| Ricardo Murad                             | PDS     | 18.019  |            | São Luís            | Maranhão           |
| Raimundo Rocha Leal                       | PDS     | 17.804  |            | Uruçuí              | Piauí              |
| Carlos Sóstenes                           | PDS     | 17.473  |            | Tufilândia          | Maranhão           |
| Mauro Fecury                              | PDS     | 17.224  |            | Rio Branco          | Acre               |
| Marconi Caldas                            | PDS     | 16.610  |            | São Luís            | Maranhão           |
| Teoplistes Teixeira Filho                 | PDS     | 16.588  |            | Pastos Bons         | Maranhão           |
| Joaquim Haickel                           | PDS     | 16.085  |            | São Luís            | Maranhão           |
| Albérico Filho                            | PDS     | 15.537  |            | Goiana              | Pernambuco         |
| Antônio Pontes de Aguiar                  | PDS     | 14.926  |            | Chapadinha          | Maranhão           |
| Davi Alves Silva                          | PDS     | 14.914  |            | Vitorino Freire     | Maranhão           |
| Carlos Alberto Ribeiro de Melo            | PDS     | 14.875  |            | Barra do Corda      | Maranhão           |
| Manoel da Penha Oliveira                  | PDS     | 14.680  |            | Tasso Fragoso       | Maranhão           |
| Júlio Monteles                            | PDS     | 14.670  |            | Anapurus            | Maranhão           |
| Sebastião Murad                           | PDS     | 14.543  |            | São Luís            | Maranhão           |
| José Ribamar Lauande Fonseca              | PDS     | 14.485  |            | Itapecuru-Mirim     | Maranhão           |
| Aristeu Dias Barros                       | PDS     | 14.271  |            | Passagem Franca     | Maranhão           |
| Aluísio de Abreu Lobo                     | PDS     | 13.739  |            | Caxias              | Maranhão           |
| Moisés Alves dos Reis                     | PDS     | 13.412  |            | Codó                | Maranhão           |
| Celso da Conceição Coutinho               | PDS     | 13.350  |            | Guimarães           | Maranhão           |
| César Bandeira                            | PDS     | 13.143  |            | Vitorino Freire     | Maranhão           |
| Jurandir Filho                            | PDS     | 13.007  |            | Bacabal             | Maranhão           |
| José Rodrigues de Paiva                   | PDS     | 12.615  |            | Alto Parnaíba       | Maranhão           |
| José Gerardo de Abreu                     | PDS     | 12.493  |            | Acaraú              | Ceará              |
| Raimundo Nonato Lago Júnior               | PMDB    | 12.396  |            | São Luís            | Maranhão           |
| João Afonso Barata Lopes Bastos           | PDS     | 12.005  |            | Caxias              | Maranhão           |
| Jose Ribamar Elouf                        | PDS     | 11.654  |            | Timon               | Maranhão           |
| Yedo Lobão                                | PDS     | 11.211  |            | Mirador             | Maranhão           |
| Benedito Florêncio Duarte                 | PDS     | 11.191  |            | Junco do Maranhão   | Maranhão           |
| Dorian Riker Teles de Menezes             | PDS     | 11.169  |            | Manaus              | Amazonas           |
| Orlando Brito de Aquino                   | PDS     | 10.959  |            | Rosário             | Maranhão           |
| Mauro Bezerra                             | PMDB    | 9.438   |            | São Luís            | Maranhão           |
| Luiz Pedro de Oliveira                    | PMDB    | 9.009   |            | Juazeiro do Norte   | Ceará              |
| Gervásio Protásio dos Santos              | PMDB    | 8.423   |            | São Félix de Balsas | Maranhão           |